# Gianfranco Pannone
Gianfranco Pannone (Napoli, 20 maggio 1963) è un regista italiano cinematografico e televisivo.

## Biografia
Regista cinematografico e televisivo, dopo essersi laureato in Storia e critica del cinema all'Università degli Studi di Roma "La Sapienza" e diplomato in Regia al Centro Sperimentale di Cinematografia, tra il 1990 e il 1998, ha diretto e prodotto i film documentari Piccola America, Lettere dall'America e L'America a Roma, che insieme compongono la Trilogia dell'America; e successivamente Latina/Littoria 2001, film documentario di produzione italo-francese, con il quale nello stesso 2001 ha avuto il riconoscimento quale miglior opera di non-fiction al Torino Film Festival e nel 2003 al Festival del Cinema del Mediterraneo – Premio Rai. Seguono tra i lungometraggi Il sol dell'avvenire, ma che Storia..., Sul vulcano, L'esercito più piccolo del mondo, Lascia stare i santi, Scherza con i fanti, Onde radicali.
Tra i suoi corti e mediometraggi, Kelibia/Mazara 1998, in co-regia con T. Ben Abdallah, Pomodori 1999, Sirena operaia 2000, Viaggio intorno alla mia casa 2001, Venezia, la città che affonda 2001 in co-regia con M. Visalberghi), Pietre, miracoli e petrolio, Benvenue chez Casetti 2006. E poi il lungometraggio 100 anni della nostra storia 2006 co-diretto con Marco Puccioni, nella cinquina finale dei David di Donatello 2007; la docuserie Cronisti di strada 2007 e, negli ultimi anni, i corti Immota manet 2009, Linee di confine 2010, Aprilia 2011. Le pietre sacre della Basilicata 2012, Graziano e le sue donne 2013
Io che amo solo te (2004) è il suo unico lungometraggio di finzione.
Film documentari: Il sol dell'avvenire 2008, ideato e scritto con Giovanni Fasanella, presentato come evento speciale al Festival Internazionale del Cinema di Locarno, alla Viennale del 2008, all'International Documentary Film Festival di Londra e nella cinquina finale dei Nastri d’argento 2009; ma che Storia…, film di montaggio prodotto da Cinecittà Luce e presentato nel corso dell'edizione 2010 del Festival Internazionale del Cinema di Venezia, oltre che in molte città del mondo come opera rappresentativa del 150º anniversario dell'Unità d'Italia; Scorie in libertà 2012, presentato nella sezione internazionale del Festival Cinemambiente di Torino 2012 e, come evento speciale, al Festival del Nuovo Cinema di Pesaro dello stesso anno. Il documentario Ebrei a Roma, è stato presentato come Evento Speciale all'edizione 2012 del Festival del Cinema di Roma. Quest'anno ha ultimato il mediometraggio Trit cme la bula e il lungometraggio Sul vulcano. Con L'esercito più piccolo del mondo (2017) è stato insignito del Nastro d'argento Speciale. 
I suoi lavori gli hanno valso partecipazioni e riconoscimenti in molti festival italiani e internazionali e la messa in onda sulle principali televisioni europee.
Gianfranco Pannone ha anche diretto alcuni spettacoli come regista teatrale, tra i quali, nel 2006, Guerra civile, presentato al Festival dei due Mondi di Spoleto. Nel 2018 al Teatro Due di Parma ha curato la regia del testo di Enzo Siciliano Morte di Galeazzo Ciano.
Socio fondatore di doc/It e attivo nell'associazione 100autori, insegna "Cinema del reale" al Centro sperimentale di cinematografia di Roma e regia all'MCT-Master in Cinema e Televisione dell'Università Suor Orsola Benincasa di Napoli. Saggista e autore, ha scritto con Giovanni Fasanella Il sol dell'avvenire, diario tragicomico di un film politicamente scorretto (edito da Chiarelettere), con Mario Balsamo L'officina del reale - Fare un documentario dall'ideazione al film (edito da Cdg), Docdoc – dieci anni di cinema e altre storie (edizione Mephite Cinemasud) e nel 2021 E' reale? Guida empatica del cinedocumentarista (Artdigiland). Scrive sulla rivista online Taxi driver, collabora con il MedFilm Fest di Roma ed è Direttore artistico dell'area documentari del Festival del Cinema sociale Tulipani di seta nera.
Nel 2017 riceve il Premio speciale dei 70 anni del Sindacato e dei Nastri d'argento.

## Filmografia

### Cinema
- Io che amo solo te (2004)

### Cinema documentario
- Piccola America (1991)
- Lettere dall'America (1995)
- L'America a Roma (1998)
- Pomodori - Viaggio nell'identità italiana (1999)
- Sirena operaia (2000)
- Viaggio intorno alla mia casa (2000)
- Latina/Littoria (2001)
- Venezia, la città che affonda, co-regia con Marco Visalberghi (2001)
- Pietre, miracoli e petrolio (2004)
- 100 anni della nostra storia, co-regia di Marco Simon Puccioni (2006)
- Cronisti di strada, docuserie tv (2007)
- Il sol dell'avvenire (2008)
- ma che Storia... (2010)
- Silvio, One of Us, co-regia collettiva (2011)
- Ebrei a Roma (2012)
- Scorie in libertà - L'incredibile avventura del nucleare in Italia (2012)
- Sul vulcano (2014)
- L'esercito più piccolo del mondo (2015)
- Lascia stare i santi, co-autore Ambrogio Sparagna (2017)
- Mondo Za (2018)
- Scherza con i fanti, co-autore Ambrogio Sparagna (2019)
- Dell'acqua e del tempo (2020)
- Onde radicali (2021)
- Via Argine 310 (2022)
- Ok, Boomer (2022)

### Cortometraggi
- Kelibia-Mazara, co-regia di Tarek Ben Abdallah (1998)
- Ferie - gli italiani e le vacanze (2000)
- Immota manet (2009)
- Con Ugo (2017)
- Gli altri (2018)
- Campo 67 (2020)
- Le terre dei Caetani (2022)

## Riconoscimenti
- 1999 – Premio Libero Bizzarri
  - Premio della giuria popolare a L'America a Roma
- 2001 – Torino Film Festival
  - Premio miglior documentario italiano a Latina/Littoria
- 2016 – Nastro d'argento
  - Premio speciale dei 70 anni del Sindacato e dei Nastri d'Argento
  - 2019 Premio Mario Gallo